# Pseudodichomera varia
Pseudodichomera varia är en svampart som först beskrevs av Christiaan Hendrik Persoon, och fick sitt nu gällande namn av Franz Xaver von Höhnel 1918. Pseudodichomera varia ingår i släktet Pseudodichomera, divisionen sporsäcksvampar och riket svampar.   Inga underarter finns listade i Catalogue of Life.